# Europese kampioenschappen indooratletiek
De Europese kampioenschappen indooratletiek werden voor het eerst georganiseerd in 1970, ter vervanging van de Europese indooratletiekspelen die georganiseerd werden van 1966 tot en met 1969. Het toernooi werd tot en met 1990 jaarlijks gehouden, daarna veranderde het in een twee-jaarlijks evenement. Na de editie van 2002 zat er eenmalig drie jaar tussen twee kampioenschappen, vanaf 2005 wordt het toernooi georganiseerd in de oneven jaren.

## Lijst van Europese indooratletiekspelen
| Jaar | Stad     | Accommodatie            | Land              |
| ---- | -------- | ----------------------- | ----------------- |
| 1966 | Dortmund | Westfalenhallen         | West-Duitsland    |
| 1967 | Praag    | Sportovni hala          | Tsjecho-Slowakije |
| 1968 | Madrid   | Palacio de los Deportes | Spanje            |
| 1969 | Belgrado | Palac Lodowy            | Joegoslavië       |

## Lijst van Europese kampioenschappen indooratletiek
| Editie  | Jaar | Stad          | Accommodatie               | Land                |
| ------- | ---- | ------------- | -------------------------- | ------------------- |
| I       | 1970 | Wenen         | Stadthalle                 | Oostenrijk          |
| II      | 1971 | Sofia         | Festiwalna                 | Bulgarije           |
| III     | 1972 | Grenoble      | Palais des Sports          | Frankrijk           |
| IV      | 1973 | Rotterdam     | Ahoy                       | Nederland           |
| V       | 1974 | Göteborg      | Scandinavium               | Zweden              |
| VI      | 1975 | Katowice      | Spodek                     | Polen               |
| VII     | 1976 | München       | Olympiahalle               | West-Duitsland      |
| VIII    | 1977 | San Sebastian | Velódromo de Anoeta        | Spanje              |
| IX      | 1978 | Milaan        | Palazzo dello Sport        | Italië              |
| X       | 1979 | Wenen         | Ferry-Dusika-Halle         | Oostenrijk          |
| XI      | 1980 | Sindelfingen  | Glaspalast                 | West-Duitsland      |
| XII     | 1981 | Grenoble      | Palais des Sports          | Frankrijk           |
| XIII    | 1982 | Milaan        | Palazzo dello Sport        | Italië              |
| XIV     | 1983 | Boedapest     | Sportcsárnok               | Hongarije           |
| XV      | 1984 | Göteborg      | Scandinavium               | Zweden              |
| XVI     | 1985 | Piraeus       | Stadio Eirinis kai Philias | Griekenland         |
| XVII    | 1986 | Madrid        | Palacio de Deportes        | Spanje              |
| XVIII   | 1987 | Liévin        | Stade Couvert Régional     | Frankrijk           |
| XIX     | 1988 | Boedapest     | Sportcsárnok               | Hongarije           |
| XX      | 1989 | Den Haag      | Houtrusthallen             | Nederland           |
| XXI     | 1990 | Glasgow       | Kelvin Hall Arena          | Verenigd Koninkrijk |
| XXII    | 1992 | Genua         | Palasport                  | Italië              |
| XXIII   | 1994 | Parijs        | Parijs-Bercy               | Frankrijk           |
| XXIV    | 1996 | Stockholm     | Globen Arena               | Zweden              |
| XXV     | 1998 | Valencia      | Palau Velódrom Lluís Puig  | Spanje              |
| XXVI    | 2000 | Gent          | Topsporthal Vlaanderen     | België              |
| XXVII   | 2002 | Wenen         | Ferry-Dusika-Halle         | Oostenrijk          |
| XXVIII  | 2005 | Madrid        | Palacio de Deportes        | Spanje              |
| XXIX    | 2007 | Birmingham    | National Indoor Arena      | Verenigd Koninkrijk |
| XXX     | 2009 | Turijn        | Oval Lingotto              | Italië              |
| XXXI    | 2011 | Parijs        | Parijs-Bercy               | Frankrijk           |
| XXXII   | 2013 | Göteborg      | Scandinavium               | Zweden              |
| XXXIII  | 2015 | Praag         | O2 Arena                   | Tsjechië            |
| XXXIV   | 2017 | Belgrado      | Kombank Arena              | Servië              |
| XXXV    | 2019 | Glasgow       | Commonwealth Arena         | Verenigd Koninkrijk |
| XXXVI   | 2021 | Toruń         | Arena Toruń                | Polen               |
| XXXVII  | 2023 | Istanboel     | Ataköy Atletizm Salonu     | Turkije             |
| XXXVIII | 2025 | Apeldoorn     | Omnisport Apeldoorn        | Nederland           |
| XXXIX   | 2027 | Valencia      | Palau Velódrom Lluís Puig  | Spanje              |

## Kampioenschapsrecords

### Mannen
| Onderdeel            | Record   | Atleet                                                  | Land | Plaats    | Datum       | Jaar |
| -------------------- | -------- | ------------------------------------------------------- | ---- | --------- | ----------- | ---- |
| 60 m                 | 6,42     | Dwain Chambers                                          | GBR  | Turijn    | 8 maart     | 2009 |
| 200 m *              | 20,36    | Bruno Marie-Rose                                        | FRA  | Liévin    | 22 februari | 1987 |
| 400 m                | 45,05    | Karsten Warholm                                         | NOR  | Glasgow   | 2 maart     | 2019 |
| 800 m                | 1.44,78  | Pawel Czapiewski                                        | POL  | Wenen     | 3 maart     | 2002 |
| 1500 m               | 3.33,95  | Jakob Ingebrigtsen                                      | NOR  | Istanbul  | 3 maart     | 2023 |
| 3000 m               | 7.38,42  | Ali Kaya                                                | TUR  | Praag     | 12 maart    | 2015 |
| 60 m horden          | 7,39     | Colin Jackson                                           | GBR  | Parijs    | 12 maart    | 1994 |
| Hoogspringen         | 2,40 m   | Stefan Holm                                             | SWE  | Madrid    | 6 maart     | 2005 |
| Polsstokhoogspringen | 6,05 m   | Armand Duplantis                                        | SWE  | Toruń     | 7 maart     | 2021 |
| Verspringen          | 8,71 m   | Sebastian Bayer                                         | GER  | Turijn    | 8 maart     | 2009 |
| Hink-stap-springen   | 17,92 m  | Teddy Tamgho                                            | FRA  | Parijs    | 6 maart     | 2011 |
| Kogelstoten          | 22,19 m  | Ulf Timmermann                                          | GDR  | Liévin    | 21 februari | 1987 |
| Zevenkamp            | 6558 p   | Sander Skotheim                                         | NOR  | Apeldoorn | 7-8 maart   | 2025 |
| 5 km snelwandelen *  | 18.19,97 | Giovanni De Benedictis                                  | ITA  | Genua     | 28 februari | 1992 |
| 4 x 400 m            | 3.02,87  | Julien Watrin Dylan Borlée Jonathan Borlée Kevin Borlée | BEL  | Praag     | 8 maart     | 2015 |

* Onderdelen niet meer op het programma

### Vrouwen
| Onderdeel            | Record   | Atleet                                               | Land | Plaats        | Datum       | Jaar |
| -------------------- | -------- | ---------------------------------------------------- | ---- | ------------- | ----------- | ---- |
| 60 m                 | 7,00     | Nelli Cooman                                         | NED  | Madrid        | 23 februari | 1986 |
| 60 m                 | 7,00     | Mujinga Kambundji                                    | SUI  | Istanbul      | 3 maart     | 2023 |
| 200 m *              | 22,39    | Marita Koch                                          | GDR  | Boedapest     | 5 maart     | 1983 |
| 400 m                | 49,59    | Jarmila Kratochvílová                                | TCH  | Milaan        | 7 maart     | 1982 |
| 800 m                | 1.55,82  | Jolanda Ceplak                                       | SLO  | Wenen         | 3 maart     | 2002 |
| 1500 m               | 4.02,39  | Laura Muir                                           | GBR  | Belgrado      | 4 Maart     | 2017 |
| 3000 m               | 8.30,61  | Laura Muir                                           | GBR  | Glasgow       | 1 maart     | 2019 |
| 60 m horden          | 7,67     | Ditaji Kambundji                                     | CHE  | Apeldoorn     | 7 maart     | 2025 |
| Hoogspringen         | 2,05 m   | Tia Hellebaut                                        | BEL  | Birmingham    | 3 maart     | 2007 |
| Polsstokhoogspringen | 4,90 m   | Jelena Isinbajeva                                    | RUS  | Madrid        | 6 maart     | 2005 |
| Verspringen          | 7,30 m   | Heike Drechsler                                      | GDR  | Budapest      | 5 maart     | 1988 |
| Hink-stap-springen   | 15,16 m  | Ashia Hansen                                         | GBR  | Valencia      | 28 februari | 1998 |
| Kogelstoten          | 21,46 m  | Helena Fibingerová                                   | TCH  | San Sebastián | 13 maart    | 1977 |
| Vijfkamp             | 5055     | Nafissatou Thiam                                     | BEL  | Istanbul      | 3 maart     | 2023 |
| 3 km snelwandelen *  | 11:49.99 | Alina Ivanova                                        | GOS  | Genua         | 29 februari | 1992 |
| 4 x 400 m            | 3.24,34  | Lieke Klaver Nina Franke Cathelijn Peeters Femke Bol | NED  | Apeldoorn     | 9 maart     | 2025 |

* Onderdelen niet meer op het programma

### Gemengd
| Onderdeel | Record  | Atleet                                                | Land | Plaats    | Datum   | Jaar |
| --------- | ------- | ----------------------------------------------------- | ---- | --------- | ------- | ---- |
| 4 x 400 m | 3.15,63 | Nick Smidt Eveline Saalberg Tony van Diepen Femke Bol | NED  | Apeldoorn | 6 maart | 2025 |